# Essen-eikenbos met wilde hyacint
Het essen-eikenbos met wilde hyacint (Endymio-Fraxinetum) is een associatie uit het haagbeuk-verbond (Carpinion betuli).

## Naamgeving en codering
| Corylo-Fraxinetum Br.-Bl. & Tx. |

- BWK-karteringscode: qe

De wetenschappelijke naam Endymio-Fraxinetum is afgeleid van de botanische namen van respectievelijk wilde hyacint (Hyacinthoides non-scripta, syn. Endymion non-scriptus) en gewone es (Fraxinus excelsior).

## Ecologie
Het essen-eikenbos met wilde hyacint komt voor op droge tot matig natte zandleem- en leemgronden met een al dan niet sterk gevlekte textuur in het B-horizont of zonder of met niet bepaalde profielontwikkeling.